# 15. rujna
15. rujna (15. 9.) 258. je dan godine po gregorijanskom kalendaru (259. u prijestupnoj godini).
Do kraja godine ima još 107 dana.

## Događaji
- 608. – Sveti Bonifacije IV. postaje papa.
- 1620. – Mayflower isplovljava iz luke Plymouth.
- 1821. – Kostarika, Gvatemala, Honduras, Nikaragva i Salvador stječu neovisnost.
- 1851. – Zahvaljujući bašćanskom kleriku Petru Dorčiću pronađena je Bašćanska ploča, pisana glagoljicom otprilike 1100. godine, u crkvi sv. Lucije u Jurandvoru kod Baške na otoku Krku.
- 1920. – U Subotici osnovana Bunjevačko-šokačka stranka, ili kako su je zvali sami bački Hrvati – Vojvođanska hrvatska stranka, prva trajna i organizirana politička stranka bačkih Hrvata.[1]
- 1928. – Sir Alexander Fleming otkriva antibiotik penicilin
- 1972. – Skupina hrvatskih emigrantskih proturežimskih političkih aktivista otela švedski zrakoplov radi puštanja zatočenih hrvatskih emigranata kojima je prijetilo izručenje u Jugoslaviju i smrtna kazna.

| - 1737. – Mikloš Küzmič, slovenski pisac, prevoditelj i katolički svećenik († 1804.) - 1787. – Guillaume Henri Dufour, švicarski general († 1875.) - 1824. – Joseph Hergenröther, njemački kardinal († 1890.) - 1857. – William Howard Taft, Predsjednik SAD-a († 1930.) - 1858. – Charles de Foucauld, francuski istraživač i pustinjak († 1918.) - 1876. – Bruno Walter, njemačko-austrijski dirigent i skladatelj († 1962.) - 1889. – Robert Benchley, pisac († 1945.) - 1890. – Agatha Christie, engleska književnica († 1976.) - 1894. – Jean Renoir, filmski redatelj († 1979.) - 1941. – Viktor Zubkov, ruski političar - 1941. – Radomir Vukčević, hrvatski nogometni vratar († 2014.) - 1945. – Valentin Pozaić, hrvatski biskup († 2023.) - 1946. – Tommy Lee Jones, američki filmski glumac i redatelj - 1947. – Nada Rocco, hrvatska glumica - 1951. – Johan Neeskens – nizozemski nogometaš i trener († 2024.) - 1953. – Jure Radić, hrvatski političar († 2016.) - 1965. – Thomas Stangassinger, austrijski alpski skijaš - 1966. – Dejan Savićević, crnogorski nogometaš - 1974. – Juraj Aras, hrvatski glumac - 1978. – Eiður Guðjohnsen, islandski nogometaš - 1978. – Marko Pantelić, srpski nogometaš - 1982. – Matija Jakšeković, hrvatski glumac - 1982. – Luka Petrušić, hrvatski glumac - 1986. – Sanja Jovanović, hrvatska plivačica - 1992. – Hiljson Mandela, hrvatski reper i pjevač | - 1520. – Ilija Crijević, hrvatski latinist (* 1463.) - 1891. – Ivan Gončarov, ruski pisac (* 1812.) - 1963. – Slavko Kolar, hrvatski književnik i filmski scenarist (* 1891.) - 1938. – Thomas Wolfe, američki književnik (* 1900.) - 1968. – Joseph Kentenich, njemački katolički svećenik (* 1885.) - 1973. – Gustav VI. Adolf, švedski kralj - 1975. – Pavel Suhoj, bjeloruski konstruktor aviona (* 1895.) - 1980. – Bill Evans, američki jazz pijanist (* 1929.) - 2007. – Colin McRae, škotski reli vozač (* 1968.) |

## Blagdani i spomendani
- Gospa Žalosna
- U Japanu, Dan poštovanja prema starijim osobama